# Романовце (Польща)
Романовце (пол. Romanowce) — село в Польщі, у гміні Краснополь Сейненського повіту Підляського воєводства.
Населення — 163 особи (2011).
У 1975-1998 роках село належало до Сувальського воєводства.

## Демографія
Демографічна структура станом на 31 березня 2011 року:
|          | Загалом | Допрацездатний вік | Працездатний вік | Постпрацездатний вік |
| -------- | ------- | ------------------ | ---------------- | -------------------- |
| Чоловіки | 85      | 12                 | 59               | 14                   |
| Жінки    | 78      | 14                 | 41               | 23                   |
| Разом    | 163     | 26                 | 100              | 37                   |